# Język tiruray
Język tiruray (a. tirurai), także teduray (a. téduray) – język austronezyjski z grupy języków filipińskich. Według danych z 2005 r. ma 60 500 użytkowników, zamieszkujących obszar Maguindanao (region Bangsamoro) oraz prowincję Sultan Kudarat (region Soccsksargen) w południowych Filipinach. Posługuje się nim grupa etniczna Tiruray (zwana też Teduray, Teguray lub Tidulay).
W użyciu są też inne języki (maguindanao, tagalski, angielski).
Pierwsze materiały nt. języka tiruray pochodzą z końca XIX w. Są wśród nich: dwutomowy słownik (1892/1893) oraz opis gramatyczny (1892). W latach 60. XX w. badania wśród Tiruray prowadził S.A. Schlegel, autor słownika z 1971 r.
Jest zapisywany alfabetem łacińskim.